# Ramsden Crays
Ramsden Crays est une paroisse civile de l'Essex, en Angleterre.